# Aeschynomene unijuga
Aeschynomene unijuga är en ärtväxtart som först beskrevs av Marcus Eugene Jones, och fick sitt nu gällande namn av Velva Elaine Rudd. Aeschynomene unijuga ingår i släktet Aeschynomene och familjen ärtväxter. Inga underarter finns listade i Catalogue of Life.